# Trekpen

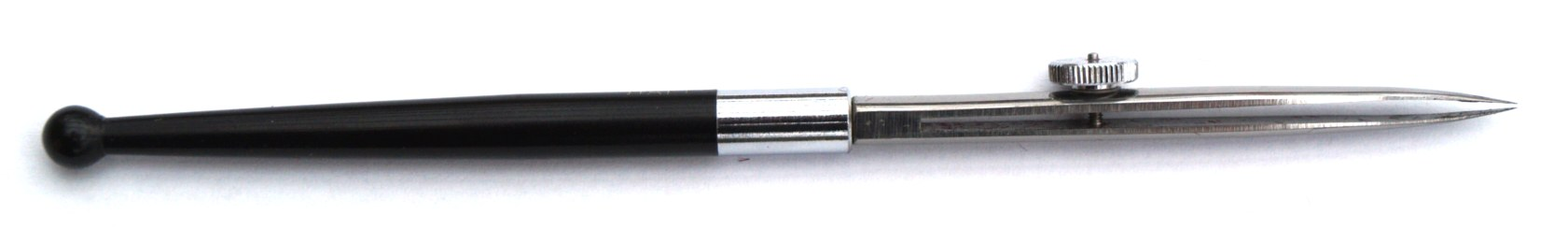
Trekpen

Trekpen en tekenhaak

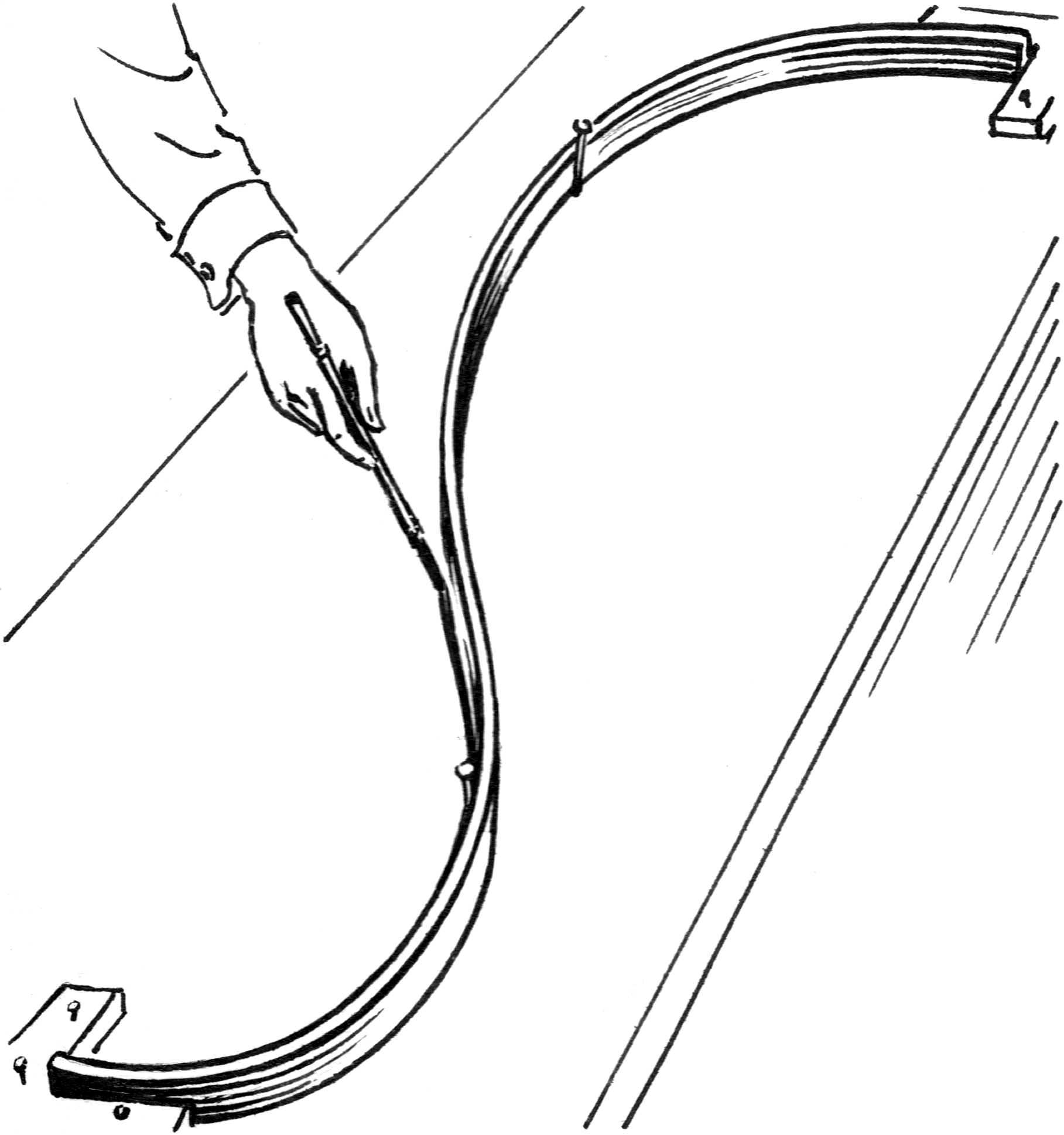
Strooklat

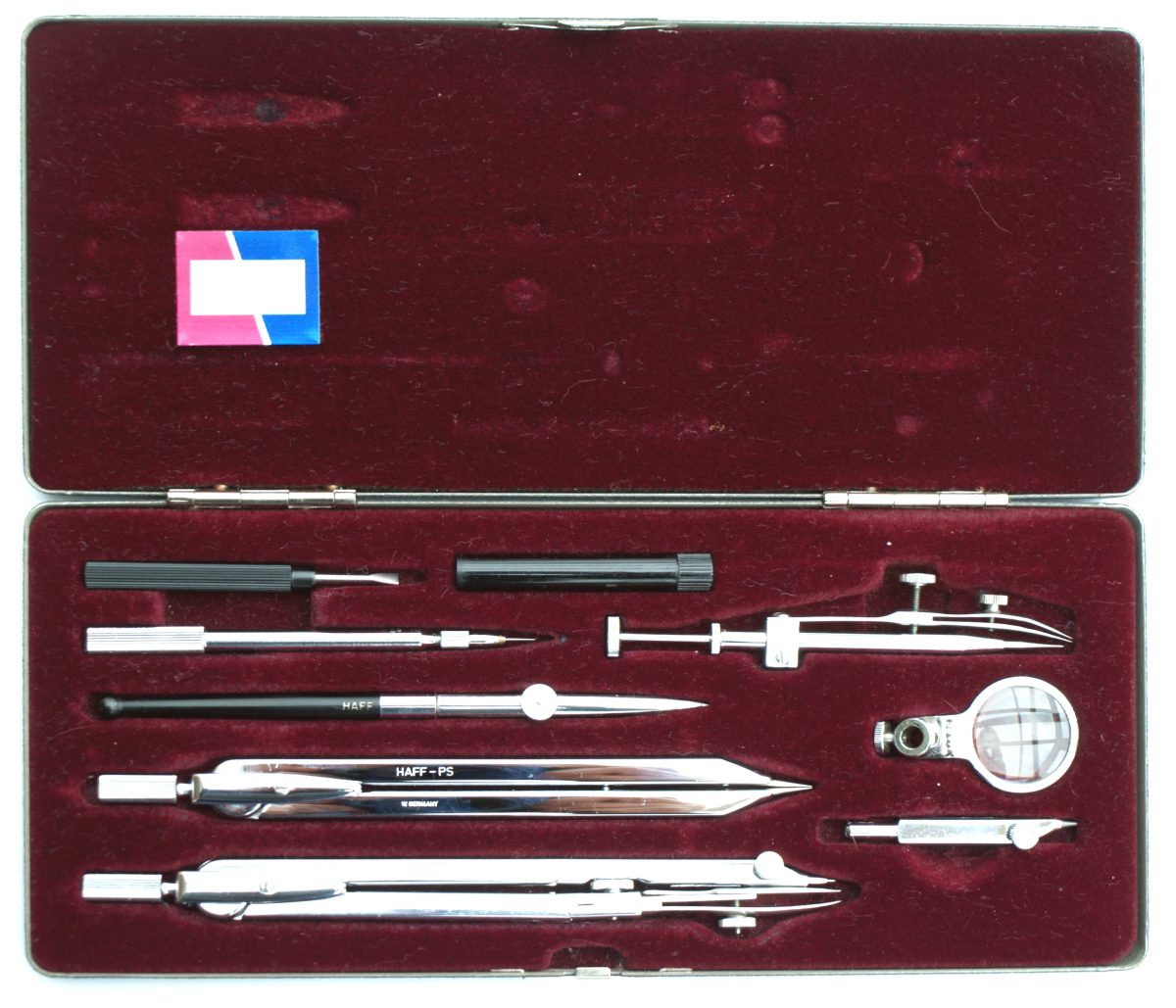
Passerdoos

Een trekpen is een oud tekeninstrument (werd al vermeld in 1569) voor het tekenen met inkt of een andere tekenvloeistof. Hiermee is het nauwkeurig trekken van zeer dunne lijnen mogelijk. De pen, die oorspronkelijk werd gebruikt voor technische tekeningen (tot in de jaren 60 van de 20e eeuw) en voor cartografie, wordt tegenwoordig nog gebruikt voor specifieke toepassingen, zoals kaders voor prenten of kalligrafie. Voor het handvat werden diverse materialen toegepast: been, hout, ivoor, en later kunststof.
De trekpen bestaat uit een handvat met daaraan twee parallel aan elkaar lopende, symmetrische bladveren, die naar het uiteinde naar elkaar toelopen en uitlopen in de vorm van een mespunt. De afstand tussen de veerpunten, en daarmee de lijndikte,  kan met behulp van een stelschroef halverwege, vaak voorzien van een  cijferverdeling, worden ingesteld. Wanneer de pen in inkt gedoopt wordt, blijft een druppel tussen de twee veren zitten. Handiger is het om met een inktflesje een druppel inkt tussen de veren aan te brengen, zodat voor en achterzijde inktvrij blijven ter voorkoming van uitvloeien. Met de zo gevormde kleine inktvoorraad kunnen zeer nauwkeurige, constante lijnen getrokken worden. Een inktlap is hierbij een onmisbaar hulpmiddel.

## Toepassingen

### Rechte lijnen
Voor het trekken van rechte lijnen werd gebruikgemaakt van een tekenhaak, liniaal of driehoeken. (Werktuigbouw – bouwkunde - cartografie ). Ter voorkoming van vlekken door het uitvloeien van inkt tussen de liniaal of tekendriehoek en het tekenpapier, waren deze hulpstukken aan een zijde afgeschuind. Door de liniaal of driehoek met de afgeschuinde kant op het papier te leggen ontstond een dusdanig grote ruimte dat de inkt er niet tussen vloeide als per ongeluk inkt tegen de rand van de liniaal kwam.

### Gekromde lijnen
Voor gekromde lijnen werd gebruikgemaakt van strooklatten of scheepsmallen. (Scheepsbouw – Automobielbouw)

### Cirkels
Voor cirkels of cirkelbogen werd gebruikgemaakt van passers, die voorzien werden van hulpstukken, in de vorm van trekpennen. De hulpstukken waren te vinden in een passerdoos. Deze bevat meestal een aantal tekengereedschappen, waaronder een trekpen, passers en trekpenhulpstukken voor de passers.

### Teksten
Bij het kalligraferen, de kunst van het schoonschrift,  wordt gebruikgemaakt van een 'brede pen', een pen die in dwarse richting een smalle, maar in lengterichting een brede streep trekt, wat met de trekpen mogelijk is.

## Vervanging
De trekpen werd later vervangen door de Graphospen en de buisjespen.